# Bual
Bual (asturià) o Boal (castellà) és un conceyu, una parròquia i una capital municipal de la Comunitat Autònoma del Principat d'Astúries. Limita al nord amb El Franco i Cuaña, al sud amb Eilao, a l'oest amb Castropol i a l'est amb Villayón.
La principal via d'accés al conceyu és la carretera regional AS-12, que uneix Navia amb Grandas de Salime. La població del municipi és de 2.121 habitants, rondant la de la capital els 600 habitants.

## Història
Existeixen encara vestigis que testimonien el poblament d'aquest municipi ja en una època anterior a l'arribada dels romans. De l'edat de bronze (aproximadament 1500-1100 aC) es creu que daten les pintures antropomorfes (tant masculines com femenines) trobades en la Cova del Demo, situada a les proximitats del nucli rural de Froseira, a la parròquia de Doiras. Així mateix, els túmuls funeraris trobats en la serra de Penouta, els dòlmens en les proximitats de Llaviada, ja desapareguts, i la massa granítica oscil·lant coneguda com a Penedo Aballón (situada en les proximitats de Penouta, i enderrocada el 2004 presumiblement per uns brètols), juntament amb les mostres de treball miner dedicat a l'extracció de metalls i, sobretot, els castros de Pendía, Los Mazos i la Escrita proven també el citat poblament preromà.
La posterior presència romana va deixar petjades tals com diverses monedes i fragments de ceràmica, a més de, presumiblement, l'origen de diversos noms de llogarets, com Vega de Ouria, lligats probablement a la presència d'alguna explotació aurífera fluvial en aquella època.
Poc se sap de la història de Bual durant els començaments de l'edat mitjana, durant la monarquia asturiana. Però, igual que va ocórrer amb tots els territoris compresos entre els rius Navia i l'Eo, el de Bual va passar a ser sotmès al bisbe d'Oviedo per donació de l'any 1154, sota la denominació genèrica de territori de Castropol.
Amb Felip II es va deslligar de l'Església, per a independitzar-se com a municipi en 1584. En els segles xvii i xviii, Bual es va poblar de boniques cases pairals i palaus desapareguts gairebé completament, excepte algunes excepcions com el Palau de Miranda, a la localitat de Prelo. És sabut, a més, que en el curs de la Guerra de la Independència Espanyola, les tropes franceses van ocupar Bual.
També al s. XIX Bual va veure néixer a un dels seus personatges més il·lustres, Bernardo Acevedo y Huelves, el nom dels quals duu avui la biblioteca pública municipal, i entre les obres de la qual cap destacar "Boal y su concejo", retrat molt clarificador sobre la manera de vida i els costums en el municipi a la fi del segle xix, i que mostra la importància que en aquesta època tenia en el municipi la indústria de la forja del ferro, avui desapareguda.
El final del XIX i els començaments del XX van ser anys d'importants fluxos migratoris, especialment cap a Amèrica. D'aquesta època daten diverses casones d'indians, com per exemple Villa Anita. A més, el capital aportat per molts emigrants va contribuir de manera decisiva a la construcció de nombroses escoles en diversos pobles del municipi, i de l'escola de primària de la capital, coneguda com a "Las Graduadas", en 1934, promoguda per la "Sociedad de Naturales del Concejo de Boal" a l'Havana. La decadència de la mineria del volframi en les proximitats de Penouta i la fi de les obres dels grans pantans de la zona, juntament amb el progressiu abandó de la ramaderia (encara avui la principal activitat econòmica del conceyu) van propiciar, especialment a partir dels anys 50, nous fluxos migratoris, en aquest cas preferentment cap a altres zones d'Espanya (centre industrial d'Astúries, Madrid, etc.) o d'Europa (Alemanya, França, Bèlgica, Suïssa, etc.), iniciant-se un despoblament progressiu que encara avui perdura.

## Geografia
Situat en la conca mitjana del riu Navia, el municipi de Bual és travessat pel citat riu des de la seva zona sud i sud-est cap a la zona nororiental, en la qual la seva llera exerceix de frontera natural amb el veí municipi de Villayón. El riu Navia, al seu pas per aquest conceyu, està embassat en primer lloc amb la presa de Doiras, i posteriorment, aigües baix, amb la de Arbón, situada ja en el limítrof municipi de Villayón. Dos afluents reseñables que aboquen les seves aigües al Navia en aquest conceyu són el riu Urubio (en l'embassament de Doiras) i el riu de Pendia (en l'embassament de Arbón). La principal elevació del terreny es troba limitant ja amb els municipis d'Eilao i Castropol: és el bec de La Bobia, de 1.201 m sobre el nivell del mar. Mereixen esment també la Cristaleira (1.036 m) en la zona sud del conceyu, Pena Queimada (921 m) en la zona nord-occidental, Penouta (899 m) en la zona nord (des d'allí és visible una àmplia panoràmica de la costa des dels municipis de Navia fins a les proximitats de Foz, a la província de Lugo) i Penácaros (732 m) en la zona central. La capital municipal es troba relativament allunyada de la vall principal del Navia, en la capçalera del riu Pendia, envoltada per les tres últimes muntanyes abans citades, i a uns 450 m d'altura sobre el nivell del mar.

## Parròquies

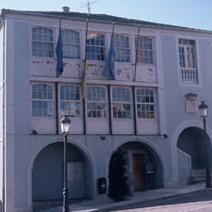
Ajuntament de Bual

El conceyu de Bual es divideix en 7 parròquies:
- A Ronda
- A Veigadouria
- Bual
- Castriyón
- Doiras
- Llebredo
- Serandías

## Principals nuclis de població
- Bual: 597 habitants.
- Armal: 186 habitants.
- Miñagón: 122 habitants.
- Doiras: 115 habitants.
- Rozadas: 91 habitants.
- Prelo: 81 habitants.
- Serandías: 80 habitants.
- El Mazo: 64 habitants.
- Castriyón: 61 habitants.
- Trevé: 53 habitants.
- Sampol: 52 habitants.
- Villanova: 50 habitants.

(Font: INE)

## La vila de Bual
La cap de la parròquia la constituïx la vila de Bual, cabdal del conceyu, situada al vessant sud-oriental de la serra de Penouta, a uns 450 m d'altitud, i amb 597 habitants, repartits entre els tres barris principals que la componen: 
- Bual de Riba: nucli històric del poble, de carrers estrets i en el qual es troben les cases més antigues, el recinte ferial que alberga el mercat de bestiar quinzenal, i el cementiri.
- La zona central: inclou la plaça de l'Església, que alberga l'església parroquial de Santiago Apòstol, la plaça de l'Ajuntament, i l'Avinguda d'Astúries, en la qual es troba la Casa de Cultura, sent aquesta zona la qual aglutina la major part del comerç i l'hostaleria de la vila.
- Bual de Baxo: vertebrat per la carretera AS-12, es troben en ell algunes interessants mostres d'arquitectura indiana, destacant la Casa de Damiana (1919) i, ja a la sortida del poble cap a Grandas de Salime, Vila Anita (1926), decorada amb rajoles en totes les seves façanes. Així mateix, es troben en aquesta zona les escoles Graduades (ara CPEB d'Educació Bàsica Carlos Bousoño), l'Institut d'Ensenyament Secundari i el poliesportiu i la piscina municipals.

## Evolució demogràfica
A les primeres dècades del segle xix, el conceyu de Bual va tenir un augment lent de població, presentant amb la construcció de l'embassament de Doiras, en 1930 un creixement demogràfic sensacional, arribant a arribar a en aquest any el màxim històric dels 7.365 habitants. Els relativament alts nivells de població es van mantenir fins a 1960, degut no només a l'embassament sinó també a les mines de wolframi de Penouta i a l'existència d'una agricultura tradicional que exigiria molta mà d'obra. Gràcies a tot això, el conceyu de Bual va arribar a ser el més populós del tram mitjà del riu Navia.
Però a partir de 1.960 i a causa del tancament de les mines i als canvis en l'agricultura tradicional, va sobrevenir una emigració molt forta i en diferents trams. Aquesta emigració ha marcat el conceyu de diferents maneres. Així, a la fi del segle xix i principis del segle xx, l'emigració va anar a Ultramar, especialment a l'Argentina i a Cuba, des d'on van seguir influint en el conceyu. Una mostra d'això són les transferències bancàries enviades, que xifraven quantitats molt importants que van servir per a la construcció de diferents edificis, així com per a la promoció d'educació de la gent jove que quedava al conceyu. Tot aquest trànsit de diners va ser tallat amb la revolució cubana.
A mitjan s. XX va brollar de nou i amb més força l'emigració, però aquesta vegada a diferents destinacions; així, l'emigració es va dirigir en aquests anys cap al centre d'Europa, França, Alemanya, i també als principals nuclis industrials de la mateixa província asturiana, particularment Gijón i Avilés, etc. Tot això ha portat un canvi brutal en la piràmide demogràfica del conceyu, fins al punt que en l'actualitat les persones majors de 60 anys representen el 34% de la seva població, mentre la gent menor de 20 anys hi representa tan solament el 20%.

## Economia
La seva economia està basada en la ramaderia i especialment a la cabanya bovina, destinada a la producció làctia, sent el principal productor dels conceyos occidentals. En els últims anys, ha despuntat l'apicultura, passant la mel a ser un producte típic del conceyu. S'ha creat la societat Boal Apícola que comercialitza unes 20 tones de mel a l'any.

## Política
Al conceyu de Bual, des de 1979, el partit que més temps hi ha governat ha estat el PSOE. L'actual alcalde és el socialista José Antonio Barrientos, qui governa des de 1999.
|      | PSOE | PP | IU-BA | Otros | Total |
| ---- | ---- | -- | ----- | ----- | ----- |
| 2003 | 5    | 4  | 2     | 0     | 11    |
| 2007 | 5    | 4  | 2     | 0     | 11    |

## Personatges il·lustres
- Bernardo Acevedo y Huelves, escriptor.
- Carlos Bousoño, poeta i crític literari.